# The Scooby-Doo Show
The Scooby-Doo Show è la terza serie televisiva animata di Scooby-Doo prodotta da Hanna-Barbera. Negli Stati Uniti è andata in onda dall'11 settembre 1976 nel programma televisivo The Scooby-Doo/Dynomutt Hour assieme a Blue Falcon e Cane Prodigio. In Italia è stata trasmessa su Rai 2.

## Produzione e distribuzione
I creatori di Scooby-Doo Joe Ruby e Ken Spears, dal 1976 che lavoravano alla ABC per Silverman come supervisori di produzione per i programmi del sabato mattina, furono coinvolti nello sviluppo e nella produzione degli episodi del 1976-77 e 1977-78 (nel 1977, hanno formato il loro proprio studio di animazione, Ruby-Spears Productions, come concorrente di Hanna-Barbera). La prima stagione è stata pubblicata in DVD dalla Warner Home Video (tramite Hanna-Barbera) con gli episodi di Blue Falcon e Cane Prodigio che erano stati originariamente trasmessi come The Scooby-Doo/Dynomutt Hour il 7 marzo del 2006. La seconda stagione non è uscita in un set, ma alcuni episodi sono apparsi in DVD. Questo lascia solo quattro degli otto episodi nella seconda stagione che sono stati eseguiti come parte di L'olimpiade della risata come gli unici episodi non ancora pubblicati su DVD da questa incarnazione di 40 episodi. La terza stagione è uscita in DVD come Scooby-Doo! Dove sei tu? (Scooby-Doo, Where Are You!) dalla Warner Home Video, il 10 aprile 2007, sebbene solo nove di questi fossero originariamente trasmessi con il titolo Scooby-Doo! Dove sei tu? nella loro proiezione iniziale, e nessuna della terza stagione è stata presentata con il titolo Where are You! per 28 anni dopo il loro debutto in onda (i cartoni nel set di DVD contengono ancora i titoli di testa e di coda dello spettacolo Scooby-Doo).

## Trama
La serie narra le avventure di quattro adolescenti ed un Alano parlante che hanno la passione per i misteri e l'occulto. Quando i ragazzi si allontanano per visitare luoghi come musei, case abbandonate ecc. vengono coinvolti in un mistero, avendo come antagonisti fantasmi, mostri, vampiri ecc. La squadra fa la conoscenza di persone losche che verranno considerati come sospetti. La gang si divide e va in cerca di indizi così giungono alla conclusione che il mostro è in realtà uno dei sospetti e allora lo catturano tramite trappole improvvisate e viene poi smascherato.

## Personaggi
La Misteri & Affini è la squadra protagonista della serie composta da:
- Scoobert "Scooby" Doo: è un Alano parlante, fifone e sempre affamato. Il suo migliore amico è Shaggy, e i due vengono "usati" dal resto della gang come esche per far abboccare il mostro del giorno in trappola.
- Norville "Shaggy" Rogers: è un ragazzo alto e snello con capelli castani e indossa sempre una maglietta verde e pantaloni rossi. Come il suo partner Scooby, ama mangiare ma è molto fifone.
- Frederick "Fred" Jones: è un ragazzo alto, dai possenti muscoli e molto coraggioso. Leader della gang, guida il "Furgoncino dei Misteri" verso nuove avventure. Ha i capelli biondi e veste una maglia bianca, blue jeans e un foulard arancione.
- Daphne Blake: è una giovane ragazza attraente che si caccia sempre nei guai. Suo padre sponsorizza la gang e le ha regalato il furgoncino. Hai i capelli rossi è una carnagione chiara. Veste un abito viola, calze rosa e un foulard verde.
- Velma Dinkley: è una ragazza molto intelligente e saccente, cervellona del gruppo. Mettendo insieme gli indizi che trova viene sempre a capo del mistero. Porta un maglione arancio e una gonnellina rossa.
- Mystery Machine: furgoncino che accompagna i ragazzi in ogni loro avventura. nell'episodio 3 della seconda stagione il furgoncino viene rubato dalla squadra The Goom di Madrazo che vogliono recuperare il furgoncino rubato.

## Doppiaggio
| Personaggio   | Doppiatore Originale | Doppiatore Italiano |
| ------------- | -------------------- | ------------------- |
| Scooby Doo    | Don Messick          | Sergio Gibello      |
| Shaggy Rogers | Casey Kasem          | Willy Moser         |
| Fred Jones    | Frank Welker         | Giorgio Locuratolo  |
| Daphne Blake  | Heather North        | Emanuela Fallini    |
| Velma Dinkley | Patricia Stevens     | Rosalinda Galli     |

## Episodi
| Stagione         | Episodi | Prima TV Originale |
| ---------------- | ------- | ------------------ |
| Prima stagione   | 16      | 11 settembre 1976  |
| Seconda stagione | 8       | 10 settembre 1977  |
| Terza stagione   | 16      | 9 settembre 1978   |